# Flota Świnoujście
Flota Świnoujście (en polaco y oficialmente: Miejski Klub Sportowy Flota Świnoujście) es un club de fútbol de la ciudad de Świnoujście, en Polonia. Actualmente compite en la III Liga, cuarta categoría del sistema de ligas de Polonia. Fundado en 1957, el Flota fue disuelto por problemas financieros durante la 28ª jornada de la temporada 2014-15, cuando el equipo jugaba en la I Liga, la segunda división polaca. El 20 de junio de 2015 fue refundado como Morski Klub Sportowy „Flota”, incribiéndose en la Klasa A, la séptima división de Polonia.